# DMAIC
DMAIC (acronimo dall'inglese Define, Measure, Analyze, Improve e Control, in italiano "Definisci, Misura, Analizza, Migliora e Controlla") si riferisce ad uno strumento della gestione utilizzato per migliorare, ottimizzare e stabilizzare i processi di un'organizzazione.
È utilizzato all'interno del programma di gestione della qualità Six Sigma e può essere utilizzato in generale per altre attività di miglioramento di un particolare processo.

## Fasi

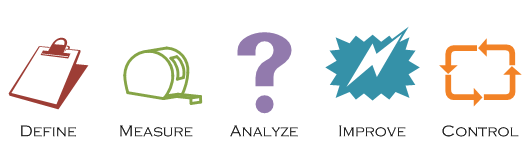
Le cinque fasi della metodologia DMAIC

Per utilizzare questo strumento, tutte le cinque fasi sono necessarie e devono essere svolte nella successione indicata.

### Define
Lo scopo di tale fase è quello di identificare e descrivere il problema da risolvere, gli obiettivi, le risorse necessarie, lo scopo del progetto e le tempistiche in cui deve essere svolto, tenendo conto anche di altre attività associate.
Si procede generalmente scrivendo le informazioni di cui si è a conoscenza, quindi si procede a rendere più chiari i fatti, si definiscono quindi gli obiettivi e il gruppo di lavoro.

### Measure
Questa fase consiste nel reperire informazioni che possano essere utilizzate come riferimento per misurare l'entità dei successivi miglioramenti. Dal confronto tra tale riferimento iniziale e le misurazioni delle performance finali è possibile stabilire se sono stati svolti dei miglioramenti significativi oppure no durante il ciclo DMAIC.
È compito del gruppo di lavoro stabilire cosa misurare e come misurarlo. Tali decisioni possono influenzare enormemente il lavoro che verrà svolto successivamente.

### Analyze
In questa fase vengono analizzate le cause da cui ha origine un problema. A tale scopo può essere utilizzato un diagramma di Ishikawa. Le principali cause del problema sono scelte attraverso consenso per procedere ad una successiva fase di validazione di tali cause.
Vengono quindi pianificate le successive attività di raccolta di informazioni, che servono per stabilire in che misura ciascuna causa contribuisce al problema. Tale processo viene ripetuto finché non vengono trovate delle cause "valide".

### Improve
Lo scopo di tale fase è quello di identificare, testare e implementare una soluzione (parziale o totale) al problema.
Per fare ciò, vengono identificate delle soluzioni creative per prevenire le cause del problema o per trattare le conseguenze del problema. Per la ricerca delle soluzioni creative, si possono usare diversi strumenti di brainstorming oppure nei casi più complessi Design of Experiments.

### Control
Lo scopo di tale fase è quello di monitorare i miglioramenti svolti in modo da mantenerli. Per fare ciò è necessario creare un piano dei controlli e registrare l'esito dei controlli. I controlli svolti possono essere poi valutati attraverso una carta di controllo per identificare eventuali situazioni di instabilità del processo.

### Fasi aggiuntive
Oltre alle fasi standard, per avere più probabilità di successo, può essere utile replicare i risultati ad altri processi, comunicare le conoscenze acquisite e ringraziare i membri del gruppo di lavoro.
Esiste inoltre una variante, chiamata RDMAIC, dove la "R" iniziale sta per Recognize (in italiano "riconoscere" o "identificare") e corrisponde ad un'ulteriore fase da svolgere prima delle altre fasi, che consiste nell'identificare il problema sul quale svolgere l'attività di miglioramento.